# Bjeliši
Bjeliši (cyr. Бјелиши) – wieś w Czarnogórze, w gminie Bar. W 2011 roku liczyła 1729 mieszkańców.